# Nemoria versiplaga
Nemoria versiplaga là một loài bướm đêm trong họ Geometridae.